# Campeonato Venezuelano de Futebol de 2021 – Primeira Divisão
O Campeonato Venezuelano de Futebol de 2021 é a 65ª edição da primeira divisão da Venezuela desde a sua criação em 1957. O torneio é organizado pela Federação Venezuelana de Futebol.
Um total de 21 equipes participarão da competição, incluindo as 17 da temporada passada, duas que não participaram, mas permaneceram na elite, e duas que subiram da segunda divisão.
Esta temporada marca a estreia na primeira divisão da equipe Hermanos Colmenarez e a volta, depois de 32 anos, da Universidad Central de Venezuela, a primeira campeã da liga venezuelana.

## Sistema de jogo
Os formato e modelo de competição da temporada 2021 da Liga FUTVE será do seguinte modo:
- Fase classificatória: Os 21 clubes participantes serão divididos em três grupos de sete equipes cada, um por região (Ocidental, Oriental e Central), e jogarão em formato de todos contra todos duas partidas de ida e duas partidas de volta, totalizando 28 rodadas por grupo e 24 partidas por equipe.[1][2]
- Fase final: Os quatro primeiros lugares de cada grupo se classificarão para uma fase final dividida em dois hexagonais, ou seja, dois grupos de seis equipes cada.
  1. No primeiro hexagonal, classificam-se as duas primeiras equipes de cada grupo da fase anterior, e estas jogarão uma liguilla de seis times em partidas de ida e volta em formato de todos contra todos, com um total de 10 rodadas e 10 partidas por equipe. A equipe vencedora será proclamada campeã absoluta; por ordem de classificação, serão distribuídas as quatro vagas para a Copa Libertadores de 2022 (os primeiros quatro lugares) e as duas primeiras vagas para a Copa Sul-Americana de 2022 (os dois últimos lugares).
  2. No segundo hexagonal, classificam-se os terceiros e quartos lugares de cada grupo da fase anterior, e estes jogarão uma liguilla de seis times em partidas de ida e volta em formato de todos contra todos, com um total de 10 rodadas e 10 partidas por equipe. As duas melhores equipes deste hexagonal ocuparão as duas vagas restantes para a Copa Sul-Americana de 2022.
- Rebaixamento: Nesta temporada, cairão três equipes para a segunda divisão de 2022, duas de maneira direta e uma por promoción: duas das três equipes que terminarem em último em seus grupos da fase classificatória com pior pontuação cairão diretamente, enquanto que a equipe restante com melhor pontuação jogara um playoff de permanência com o vice-campeão da Segunda Divisão de 2021 em partidas de ida e volta.
- O campeão da segunda divisão de 2021 subirá diretamente para a primeira divisão de 2022.

## Equipes participantes

### Promoções e rebaixamentos
| Pos. | à Primera Divisão   |
| ---- | ------------------- |
| 1º   | Hermanos Colmenarez |
| 2º   | Universidad Central |

| Pos. | à Segunda Divisão |
| ---- | ----------------- |
| N/A  | Não Houve         |

### Dados das equipes
| Equipe                  | Cidade         | Treinador        | Estádio                       | Capacidade | Temporadas | Títulos |
| ----------------------- | -------------- | ---------------- | ----------------------------- | ---------- | ---------- | ------- |
| Academia Puerto Cabello | Puerto Cabello | Carlos Maldonado | Complejo Deportivo Socialista | 7.000      | 4          | —       |
| Aragua                  | Maracay        | Enrique García   | Hermanos Ghersi               | 16.000     | 14         | —       |
| Atlético Venezuela      | Caracas        | Jair Díaz        | Brígido Iriarte               | 8.000      | 8          | —       |
| Bolívar                 | Ciudad Guayana | Rubén Yori       | Cachamay                      | 41.600     | 3          | —       |
| Carabobo                | Valencia       | Enrique Maggiolo | Misael Delgado                | 10.000     | 19         | —       |
| Caracas                 | Caracas        | Noel Sanvicente  | Olímpico de la UCV            | 24.900     | 36         | 12      |
| Deportivo La Guaira     | Caracas        | Daniel Farías    | Olímpico de la UCV            | 24.900     | 10         | 1       |
| Deportivo Lara          | Barquisimeto   | Martín Brignani  | Farid Richa                   | 15.000     | 9          | 1       |
| Deportivo Táchira       | San Cristóbal  | Juan Tolisano    | Pueblo Nuevo                  | 38.755     | 46         | 8       |
| Estudiantes de Mérida   | Mérida         | Leonel Vielma    | Metropolitano de Mérida       | 42.200     | 48         | 2       |
| Gran Valencia           | Maracay        | Bladimir Morales | Giuseppe Antonelli            | 7.500      | 2          | —       |
| Hermanos Colmenarez     | Barinas        | Luis Pacheco     | Reinaldo Melo                 | 8.000      | 1          | —       |
| Metropolitanos          | Caracas        | José María Morr  | Olímpico de la UCV            | 24.900     | 4          | —       |
| Mineros de Guayana      | Ciudad Guayana | Richard Páez     | Cachamay                      | 41.600     | 37         | 1       |
| Monagas                 | Maturín        | Jhonny Ferreira  | Monumental de Maturín         | 51.796     | 22         | 1       |
| Portuguesa              | Araure         | José Parada      | José Antonio Páez             | 14.000     | 45         | 5       |
| Trujillanos             | Valera         | Martín Carrillo  | José Alberto Pérez            | 26.000     | 30         | —       |
| Universidad Central     | Caracas        | Pedro Acosta     | Olímpico de la UCV            | 24.900     | 7          | 1       |
| Yaracuyanos             | San Felipe     | Daniel Farrar    | Florentino Oropeza            | 10.000     | 6          | —       |
| Zamora                  | Barinas        | Marcelo Gómez    | Agustín Tovar                 | 24.396     | 13         | 4       |
| Zulia                   | Maracaibo      | Alexander Rondón | José Encarnación Romero       | 40.800     | 11         | —       |

### Equipes por região
| Região       | N° | Equipes                                                                                     |
| ------------ | -- | ------------------------------------------------------------------------------------------- |
| Capital      | 5  | - Atlético Venezuela - Caracas - Deportivo La Guaira - Metropolitanos - Universidad Central |
| Andina       | 5  | - Estudiantes de Mérida - Deportivo Táchira - Hermanos Colmenarez - Trujillanos - Zamora    |
| Central      | 4  | - Academia Puerto Cabello - Aragua - Carabobo - Gran Valencia                               |
| Centro-Oeste | 3  | - Deportivo Lara - Portuguesa - Yaracuyanos                                                 |
| Guayana      | 2  | - Bolívar - Mineros de Guayana                                                              |
| Nordeste     | 1  | - Monagas                                                                                   |
| Zuliana      | 1  | - Zulia                                                                                     |

## Fase classificatória
Disputarão esta fase as 21 equipes que compõem a primeira divisão, e estas serão divididas em três grupos de sete times que jogarão todos contra todos em partidas de ida e volta duas vezes cada, de tal modo que as equipes terão 24 partidas em 28 rodadas. Para a fase final (hexagonais) avançam 12 equipes.

### Grupo Ocidental (A)

#### Classificação
| Pos | Equipe                | Pts | J  | V  | E  | D  | GP | GC | SG  | Classificação             |
| --- | --------------------- | --- | -- | -- | -- | -- | -- | -- | --- | ------------------------- |
| 1   | Deportivo Táchira     | 49  | 24 | 15 | 4  | 5  | 49 | 22 | +27 | Hexagonal Final A         |
| 2   | Estudiantes de Mérida | 42  | 24 | 12 | 6  | 6  | 39 | 25 | +14 | Hexagonal Final A         |
| 3   | Portuguesa            | 39  | 24 | 11 | 6  | 7  | 32 | 21 | +11 | Hexagonal Final B         |
| 4   | Hermanos Colmenarez   | 36  | 24 | 8  | 12 | 4  | 43 | 35 | +8  | Hexagonal Final B         |
| 5   | Zamora                | 35  | 24 | 9  | 8  | 7  | 38 | 28 | +10 |                           |
| 6   | Zulia                 | 28  | 24 | 7  | 7  | 10 | 35 | 34 | +1  |                           |
| 7   | Trujillanos           | 1   | 24 | 0  | 1  | 23 | 8  | 79 | −71 | Promoción ou Rebaixamento |

#### Resultados
| 15 de abril de 2021 | Deportivo Táchira                        | 2 – 1 | Hermanos Colmenarez | San Cristóbal                                       |  |
| 18:00 (UTC−4)       | Lucas Gómez 45+2' · Nelson Hernández 62' |       | Wilmar González 6'  | Estádio: Pueblo Nuevo Árbitro: Ángel Arteaga (FIFA) |  |

| 16 de abril de 2021 | Estudiantes de Mérida                                        | 4 – 0 | Trujillanos | Mérida                                                 |  |
| 19:00 (UTC−4)       | Edson Rivas 17', 59' · Armando Araque 80' · Ever Urrutia 90' |       |             | Estádio: Metropolitano de Mérida Árbitro: Yimmy García |  |

| 18 de abril de 2021 | Zamora | 0 – 0 | Portuguesa | Barinas                                               |  |
| 19:15 (UTC−4)       |        |       |            | Estádio: Agustín Tovar Árbitro: Alexis Herrera (FIFA) |  |

| 22 de abril de 2021 | Hermanos Colmenarez                                                    | 4 – 2 | Estudiantes de Mérida                 | Barinas                                        |  |
| 18:15 (UTC−4)       | Anuar Peláez 45+1' · Juan Zapata 66' (pen.), 81' · Wilmar González 83' |       | Cristian Flores 49' · Jesús Gómez 78' | Estádio: Agustín Tovar Árbitro: Anderson Tovar |  |

| 23 de abril de 2021 | Trujillanos | 0 – 4 | Zamora                                                                        | Barquisimeto                               |  |
| 19:00 (UTC−4)       |             |       | Richard Figueroa 12', 26' · Mauricio Márquez 19' · Duván Rodríguez 63' (pen.) | Estádio: Farid Richa Árbitro: Edwing Gómez |  |

| 24 de abril de 2021 | Zulia                                                                                                | 5 – 0 | Deportivo Táchira | Maracaibo                                                 |  |
| 16:00 (UTC−4)       | Luis Castro 4' · Yanowky Reyes 7' · Junior Paredes 35' · Heiderber Ramírez 43' · Elias Zimnavoda 66' |       |                   | Estádio: José Encarnación Romero Árbitro: Leonardo Caripa |  |

| 29 de abril de 2021 | Estudiantes de Mérida | 1 – 0 | Zulia | Mérida                                                  |  |
| 16:00 (UTC−4)       | José Manríquez 75'    |       |       | Estádio: Metropolitano de Mérida Árbitro: Isley Delgado |  |

| 30 de abril de 2021 | Zamora                    | 2 – 2 | Hermanos Colmenarez     | Valera                                                     |  |
| 19:00 (UTC−4)       | Richard Figueroa 53', 86' |       | Anuar Peláez 79', 90+4' | Estádio: José Alberto Pérez Árbitro: Emikar Caldera (FIFA) |  |

| 1 de maio de 2021 | Portuguesa | 0 – 3 | Deportivo Táchira                                         | Araure                                              |  |
| 19:15 (UTC−4)     |            |       | Michael Covea 42' · Yerson Chacón 45+2' · Lucas Gómez 48' | Estádio: José Antonio Páez Árbitro: Yercinia Correa |  |

| 6 de maio de 2021 | Zulia                                                  | 3 – 3 | Zamora                                       | Maracaibo                                            |  |
| 16:00 (UTC−4)     | Yanowsky Reyes 11' · Luis Blanco 20' · Iván Cañete 26' |       | Franco Posse 45', 51' · Mauricio Márquez 74' | Estádio: José Encarnación Romero Árbitro: Reyes Soto |  |

| 8 de maio de 2021 | Deportivo Táchira                     | 2 – 0 | Trujillanos | San Cristóbal                                     |  |
| 20:30 (UTC−4)     | Freddy Góndola 1' · Yerson Chacón 40' |       |             | Estádio: Pueblo Nuevo Árbitro: Juan Carlos Cabeza |  |

| 9 de maio de 2021 | Estudiantes de Mérida | 0 – 2 | Portuguesa                                 | Mérida                                               |  |
| 18:15 (UTC−4)     |                       |       | Adrián Fernández 51' · Lenny Caicedo 90+6' | Estádio: Metropolitano de Mérida Árbitro: Luis Salas |  |

| 13 de maio de 2021 | Portuguesa                                                                      | 5 – 0 | Trujillanos | Araure                                           |  |
| 20:30 (UTC−4)      | Adrián Fernández pen.' · Jorge Páez 37', 54' · Luis Annese 45' · Jesús Lugo 80' |       |             | Estádio: José Antonio Páez Árbitro: Yimmy García |  |

| 14 de maio de 2021 | Hermanos Colmenarez | 0 – 0 | Zulia | Barinas                                        |  |
| 17:00 (UTC−4)      |                     |       |       | Estádio: Agustín Tovar Árbitro: Eduardo Mármol |  |

| 15 de maio de 2021 | Deportivo Táchira  | 1 – 0 | Estudiantes de Mérida | San Cristóbal                                 |  |
| 19:15 (UTC−4)      | Freddy Góndola 38' |       |                       | Estádio: Pueblo Nuevo Árbitro: José Uzcátegui |  |

| 20 de maio de 2021 | Portuguesa | 0 – 0 | Hermanos Colmenarez | Araure                                            |  |
| 20:30 (UTC−4)      |            |       |                     | Estádio: José Antonio Páez Árbitro: Isley Delgado |  |

| 21 de maio de 2021 | Trujillanos         | 1 – 2 | Zulia                                   | Barquisimeto                                        |  |
| 17:00 (UTC−4)      | Anthony Salcedo 27' |       | Yanowsky Reyes 11' · Carlos Salazar 25' | Estádio: Farid Richa Árbitro: Emikar Caldera (FIFA) |  |

| 22 de maio de 2021 | Zamora                                      | 2 – 1 | Deportivo Táchira | Valera                                                     |  |
| 18:15 (UTC−4)      | Romeri Villamizar 9' · Richard Figueroa 72' |       | Lucas Gómez 81'   | Estádio: José Alberto Pérez Árbitro: Alexis Herrera (FIFA) |  |

| 27 de maio de 2021 | Trujillanos | 0 – 2 | Hermanos Colmenarez                          | Barquisimeto                                 |  |
| 17:00 (UTC−4)      |             |       | Francisco Uviedo 66' · José Carrasquel 90+5' | Estádio: Farid Richa Árbitro: Anderson Tovar |  |

| 28 de maio de 2021 | Zulia              | 1 – 2 | Portuguesa                | Maracaibo                                                |  |
| 16:00 (UTC−4)      | Yanowsky Reyes 34' |       | Cristian Ramírez 20', 55' | Estádio: José Encarnación Romero Árbitro: José Uzcátegui |  |

| 30 de maio de 2021 | Estudiantes de Mérida | 1 – 0 | Zamora | Mérida                                                 |  |
| 16:00 (UTC−4)      | Wilson Barrios 53'    |       |        | Estádio: Metropolitano de Mérida Árbitro: Yimmy García |  |

| 3 de junho de 2021 | Trujillanos | 0 – 7 | Estudiantes de Mérida | Barquisimeto                                      |  |
| 20:30 (UTC−4)      |             |       | José Manríquez 8' · Jesús Gómez 24', 36' · Armando Araque 30' · Juan Muriel 48' · Ronaldo Rivas 62' · Anyelberth Vera 87' | Estádio: Farid Richa Árbitro: María Herrán (FIFA) |  |

| 4 de junho de 2021 | Portuguesa                       | 2 – 1 | Zamora         | Araure                                                    |  |
| 19:00 (UTC−4)      | Adrián Fernández 63' (pen.), 67' |       | Diego Luna 41' | Estádio: José Antonio Páez Árbitro: Yender Herrera (FIFA) |  |

| 5 de junho de 2021 | Hermanos Colmenarez                            | 2 – 2 | Deportivo Táchira                        | Barinas                                         |  |
| 19:15 (UTC−4)      | Wilmar González 56' · Moisés Galezo 89' (pen.) |       | José Granados 65' · Marlon Fernández 85' | Estádio: Agustín Tovar Árbitro: Leonardo Caripa |  |

| 11 de junho de 2021 | Zamora | 6 – 0 | Trujillanos | Barinas                |  |
| 18:15 (UTC−4)       | Richard Figueroa 22' (pen.) · Duván Rodríguez 35' · Yaniel Hernández 44' · Moisés Henríquez 50', 88' · Leomar Mosquera 77' |       |             | Estádio: Agustín Tovar |  |

| 12 de junho de 2021 | Deportivo Táchira                              | 4 – 1 | Zulia     | San Cristóbal         |  |
| 19:15 (UTC−4)       | Granados 05' · Orozco 80', 83' · Hernández 89' |       | Reyes 45' | Estádio: Pueblo Nuevo |  |

| 13 de junho de 2021 | Estudiantes de Mérida                                                | 6 – 2 | Hermanos Colmenarez      | Mérida                           |  |
| 15:00 (UTC−4)       | Gómez 03' (p) · Rivas 51', 59' · Araque 69' · Penilla 75' · Diaz 89' |       | Ramirez 23' · Zapata 34' | Estádio: Metropolitano de Mérida |  |

### Grupo Central (B)

#### Classificação
| Pos | Equipe                  | Pts | J  | V  | E  | D  | GP | GC | SG  | Classificação             |
| --- | ----------------------- | --- | -- | -- | -- | -- | -- | -- | --- | ------------------------- |
| 1   | Deportivo La Guaira     | 38  | 24 | 10 | 8  | 6  | 33 | 22 | +11 | Hexagonal Final A         |
| 2   | Deportivo Lara          | 34  | 24 | 8  | 10 | 6  | 42 | 30 | +12 | Hexagonal Final A         |
| 3   | Academia Puerto Cabello | 34  | 24 | 8  | 10 | 6  | 24 | 21 | +3  | Hexagonal Final B         |
| 4   | Aragua                  | 33  | 24 | 8  | 9  | 7  | 22 | 25 | −3  | Hexagonal Final B         |
| 5   | Gran Valencia           | 33  | 24 | 8  | 9  | 7  | 25 | 32 | −7  |                           |
| 6   | Carabobo                | 31  | 24 | 8  | 7  | 9  | 28 | 28 | 0   |                           |
| 7   | Yaracuyanos             | 20  | 24 | 5  | 5  | 14 | 16 | 32 | −16 | Promoción ou Rebaixamento |

#### Resultados

##### Primeiro turno
| 11 de abril de 2021 | Deportivo La Guaira | 0 – 0 | Aragua | Caracas                                                        |  |
| 19:30 (UTC−4)       |                     |       |        | Estádio: Olímpico de la UCV Árbitro: Orlando Bracamonte (FIFA) |  |

| 17 de abril de 2021 | Deportivo Lara  | 1 – 2 | Yaracuyanos                                    | San Felipe                                              |  |
| 18:30 (UTC−4)       | Rubén Rojas 36' |       | Sergio Unrein 6' (pen.) · Williams Pedrozo 15' | Estádio: Florentino Oropeza Árbitro: José Argote (FIFA) |  |

| 18 de abril de 2021 | Gran Valencia    | 1 – 0 | Carabobo | Maracay                                                      |  |
| 17:00 (UTC−4)       | Ángel Osorio 58' |       |          | Estádio: Giuseppe Antonelli Árbitro: Jesús Valenzuela (FIFA) |  |

| 22 de abril de 2021 | Carabobo          | 1 – 1 | Deportivo Lara       | Valencia                                          |  |
| 20:30 (UTC−4)       | Ariel Reinero 30' |       | Bernaldo Manzano 59' | Estádio: Misael Delgado Árbitro: Yilbert Bermúdez |  |

| 24 de abril de 2021 | Academia Puerto Cabello | 0 – 0 | Deportivo La Guaira | Puerto Cabello                                                       |  |
| 18:15 (UTC−4)       |                         |       |                     | Estádio: Complejo Deportivo Socialista Árbitro: Andrés Pernía (FIFA) |  |

| 25 de abril de 2021 | Aragua | 0 – 2 | Gran Valencia          | Maracay                                           |  |
| 16:00 (UTC−4)       |        |       | Henrys Alcalá 49', 79' | Estádio: Giuseppe Antonelli Árbitro: María Herrán |  |

| 29 de abril de 2021 | Gran Valencia | 0 – 0 | Academia Puerto Cabello | Maracay                                             |  |
| 20:30 (UTC−4)       |               |       |                         | Estádio: Giuseppe Antonelli Árbitro: Eduardo Mármol |  |

| 2 de maio de 2021 | Yaracuyanos | 0 – 2 | Deportivo La Guaira                     | San Felipe                                        |  |
| 16:00 (UTC−4)     |             |       | Aquiles Ocanto 38' · Ronaldo Lucena 42' | Estádio: Florentino Oropeza Árbitro: Ramón Ortega |  |

| 2 de maio de 2021 | Deportivo Lara                              | 4 – 1 | Aragua             | San Felipe                                        |  |
| 19:00 (UTC−4)     | Jesús Bueno 13', 72' · Rubén Rojas 19', 65' |       | Jonathan Duche 82' | Estádio: Florentino Oropeza Árbitro: Yimmy García |  |

| 7 de maio de 2021 | Academia Puerto Cabello | 0 – 3 | Deportivo Lara                                            | Puerto Cabello                                                   |  |
| 17:00 (UTC−4)     |                         |       | Telasco Segovia 36' · Ángel Sánchez 73' · Rubén Rojas 85' | Estádio: Complejo Deportivo Socialista Árbitro: Yilbert Bermúdez |  |

| 8 de maio de 2021 | Gran Valencia    | 1 – 0 | Yaracuyanos | Maracay                                          |  |
| 18:15 (UTC−4)     | Arturo Osorio 2' |       |             | Estádio: Giuseppe Antonelli Árbitro: Ronny Cueva |  |

| 9 de maio de 2021 | Deportivo La Guaira                              | 4 – 2 | Carabobo                                    | Caracas                                             |  |
| 16:00 (UTC−4)     | José Reyes 15', 17', 24' · Darwin González 45+1' |       | Yeangel Montero 3' · Santiago Rodríguez 52' | Estádio: Olímpico de la UCV Árbitro: Eduardo Mármol |  |

| 13 de maio de 2021 | Yaracuyanos             | 1 – 2 | Carabobo                                   | San Felipe                                               |  |
| 16:00 (UTC−4)      | Omar Perdomo 69' (pen.) |       | Santiago Rodríguez 25' · Ariel Reinero 47' | Estádio: Florentino Oropeza Árbitro: María Herrán (FIFA) |  |

| 15 de maio de 2021 | Deportivo La Guaira | 0 – 0 | Gran Valencia | Caracas                                                   |  |
| 17:00 (UTC−4)      |                     |       |               | Estádio: Olímpico de la UCV Árbitro: Ángel Arteaga (FIFA) |  |

| 16 de maio de 2021 | Aragua | 0 – 0 | Academia Puerto Cabello | Maracay                                                          |  |
| 16:00 (UTC−4)      |        |       |                         | Estádio: Olímpico Hermanos Ghersi Páez Árbitro: Juan Soto (FIFA) |  |

| 21 de maio de 2021 | Carabobo                                | 2 – 2 | Academia Puerto Cabello             | Valencia                                              |  |
| 19:15 (UTC−4)      | Ariel Reinero 48' · Yeangel Montero 84' |       | Ricardo Blanco 30' · José Pinto 76' | Estádio: Misael Delgado Árbitro: Ángel Arteaga (FIFA) |  |

| 22 de maio de 2021 | Deportivo Lara  | 1 – 2 | Deportivo La Guaira                         | San Felipe                                                |  |
| 20:30 (UTC−4)      | Rubén Rojas 72' |       | Ángelo Peña 50' (pen.) · Ronaldo Lucena 58' | Estádio: Florentino Oropeza Árbitro: Andrés Pernía (FIFA) |  |

| 23 de maio de 2021 | Yaracuyanos | 0 – 1 | Aragua                 | San Felipe                                      |  |
| 17:00 (UTC−4)      |             |       | Juan García 10' (pen.) | Estádio: Florentino Oropeza Árbitro: Reyes Soto |  |

| 28 de maio de 2021 | Gran Valencia                             | 3 – 3 | Deportivo Lara                                       | Maracay                                                        |  |
| 19:15 (UTC−4)      | Jenner González 16' · Dimas Meza 27', 56' |       | Bernaldo Manzano 45' (pen.), 62' · Ángel Sánchez 49' | Estádio: Giuseppe Antonelli Árbitro: Orlando Bracamonte (FIFA) |  |

| 29 de maio de 2021 | Academia Puerto Cabello   | 1 – 2 | Yaracuyanos                           | Puerto Cabello                                                 |  |
| 19:15 (UTC−4)      | Ricardo Blanco 83' (pen.) |       | Brian Mendoza 46' · Jesús Ordóñez 51' | Estádio: Complejo Deportivo Socialista Árbitro: Eduardo Mármol |  |

| 30 de maio de 2021 | Carabobo                                                                  | 3 – 1 | Aragua                      | Valencia                                              |  |
| 20:30 (UTC−4)      | Christian Novoa 32' (pen.) · Yeangel Montero 51' · Santiago Rodríguez 85' |       | Alfredo Stephens 64' (pen.) | Estádio: Misael Delgado Árbitro: Andrés Pernía (FIFA) |  |

| 4 de junho de 2021 | Aragua                                  | 2 – 0 | Deportivo La Guaira | Caracas                                       |  |
| 16:00 (UTC−4)      | Alfredo Stephens 25' · Héctor Pérez 73' |       |                     | Estádio: Brígido Iriarte Árbitro: Ronny Cueva |  |

| 5 de junho de 2021 | Carabobo                              | 2 – 3 | Gran Valencia                                      | Valencia                                    |  |
| 17:00 (UTC−4)      | Paolo Chacón 74' · Yondri Llerena 89' |       | Arturo Osorio 27' (pen.), 47' · Raudy Guerrero 56' | Estádio: Misael Delgado Árbitro: Reyes Soto |  |

| 6 de junho de 2021 | Yaracuyanos       | 1 – 0 | Deportivo Lara | Araure                                                      |  |
| 18:15 (UTC−4)      | Sergio Unrein 20' |       |                | Estádio: General José Antonio Páez Árbitro: Francisco López |  |

| 10 de junho de 2021 | Deportivo Lara | 0 – 0 | Carabobo | Barquisimeto                                           |  |
| 19:15 (UTC−4)       |                |       |          | Estádio: Metropolitano de Lara Árbitro: Eduardo Mármol |  |

| 11 de junho de 2021 | Gran Valencia                             | 2 – 2 | Aragua                                 | Maracay                     |  |
| 20:30 (UTC−4)       | Arturo Osorio 29' · Hermes Palomino 90+2' |       | José Torres 66' · Alfredo Stephens 70' | Estádio: Giuseppe Antonelli |  |

| 12 de junho de 2021 | Deportivo La Guaira | 0 – 1 | Academia Puerto Cabello | Caracas                     |  |
| 17:00 (UTC−4)       |                     |       | Blanco 21' (P)          | Estádio: Olímpico de la UCV |  |

### Grupo Oriental (C)

#### Classificação
| Pos | Equipe              | Pts | J  | V  | E | D  | GP | GC | SG  | Classificação             |
| --- | ------------------- | --- | -- | -- | - | -- | -- | -- | --- | ------------------------- |
| 1   | Caracas             | 48  | 24 | 14 | 6 | 4  | 50 | 27 | +23 | Hexagonal Final A         |
| 2   | Monagas             | 45  | 24 | 13 | 6 | 5  | 44 | 21 | +23 | Hexagonal Final A         |
| 3   | Metropolitanos      | 35  | 24 | 9  | 8 | 7  | 42 | 31 | +11 | Hexagonal Final B         |
| 4   | Atlético Venezuela  | 34  | 24 | 9  | 7 | 8  | 36 | 38 | −2  | Hexagonal Final B         |
| 5   | Universidad Central | 31  | 24 | 8  | 7 | 9  | 32 | 30 | +2  |                           |
| 6   | Mineros de Guayana  | 29  | 24 | 8  | 5 | 11 | 25 | 33 | −8  |                           |
| 7   | Bolívar             | 9   | 24 | 2  | 3 | 19 | 15 | 58 | −43 | Promoción ou Rebaixamento |

#### Resultados

##### Primeiro turno
| 15 de abril de 2021 | Monagas                                           | 2 – 0 | Mineros de Guayana | Maturín                                                       |  |
| 20:10 (UTC−4)       | Grenddy Perozo 58' (pen.) · Franklin González 75' |       |                    | Estádio: Monumental de Maturín Árbitro: Yender Herrera (FIFA) |  |

| 16 de abril de 2021 | Atlético Venezuela                                          | 3 – 2 | Metropolitanos                     | Caracas                                           |  |
| 16:00 (UTC−4)       | Luis José Castillo 24' · Joel Infante 40' · Carlos Sosa 42' |       | Tomás Pavone 4' · Herbert Soto 75' | Estádio: Brígido Iriarte Árbitro: Francisco López |  |

| 17 de abril de 2021 | Caracas                                 | 2 – 0 | Universidad Central | Caracas                                         |  |
| 16:00 (UTC−4)       | Jorge Echeverría 29' · Miguel Celis 81' |       |                     | Estádio: Olímpico de la UCV Árbitro: Luis Salas |  |

| 22 de abril de 2021 | Bolívar           | 1 – 0 | Caracas | Ciudad Guayana                                               |  |
| 16:00 (UTC−4)       | Armando Maita 34' |       |         | Estádio: Polideportivo Cachamay Árbitro: Juan Carlos Cabezas |  |

| 23 de abril de 2021 | Mineros de Guayana        | 1 – 0 | Atlético Venezuela | Ciudad Guayana                                       |  |
| 16:00 (UTC−4)       | Julio César Machado 45+1' |       |                    | Estádio: Polideportivo Cachamay Árbitro: Ronny Cueva |  |

| 25 de abril de 2021 | Universidad Central | 0 – 2 | Monagas                             | Caracas                                         |  |
| 18:15 (UTC−4)       |                     |       | Edwin Peraza 26' · Alan Giménez 44' | Estádio: Olímpico de la UCV Árbitro: Reyes Soto |  |

| 29 de abril de 2021 | Monagas                      | 1 – 1 | Bolívar           | Maturín                                                     |  |
| 18:15 (UTC−4)       | Juan Carlos Ortíz 74' (pen.) |       | Armando Maita 79' | Estádio: Monumental de Maturín Árbitro: Alejandro Velásquez |  |

| 30 de abril de 2021 | Atlético Venezuela | 1 – 1 | Universidad Central        | Caracas                                         |  |
| 16:00 (UTC−4)       | Joel Infante 53'   |       | Daniel Mosquera 26' (pen.) | Estádio: Brígido Iriarte Árbitro: Marcos Suárez |  |

| 1 de maio de 2021 | Metropolitanos      | 1 – 3 | Caracas                                       | Caracas                                               |  |
| 17:00 (UTC−4)     | Robinson Flores 34' |       | Richard Celis 16', 60' · Samson Akinyoola 25' | Estádio: Olímpico de la UCV Árbitro: Juan Soto (FIFA) |  |

| 7 de maio de 2021 | Caracas                                       | 3 – 0 | Mineros de Guayana | Caracas                                                   |  |
| 17:00 (UTC−4)     | Samson Akinyoola 34' · Richard Celis 50', 53' |       |                    | Estádio: Olímpico de la UCV Árbitro: Andrés Pernía (FIFA) |  |

| 8 de maio de 2021 | Bolívar                                        | 2 – 2 | Atlético Venezuela                  | Ciudad Guayana                                           |  |
| 16:00 (UTC−4)     | Tomás Zamora 70' · Sergio Golindano 77' (pen.) |       | Tomás Zamora 29' · Joel Infante 50' | Estádio: Polideportivo Cachamay Árbitro: Leonardo Caripa |  |

| 9 de junho de 2021 | Monagas                                         | 3 – 1 | Metropolitanos     | Maturín                                            |  |
| 17:00 (UTC−4)      | Franklin González 10' · Oscar González 34', 56' |       | Oscar González 80' | Estádio: Monumental de Maturín Árbitro: Luis Salas |  |

| 14 de maio de 2021 | Caracas                                    | 2 – 0 | Monagas | Caracas                                          |  |
| 17:00 (UTC−4)      | Renne Rivas 42' · Richard Celis 60' (pen.) |       |         | Estádio: Olímpico de la UCV Árbitro: Edwin Gómez |  |

| 14 de maio de 2021 | Universidad Central                           | 2 – 0 | Bolívar | Caracas                                          |  |
| 20:30 (UTC−4)      | Héctor Acosta 85' · Ronaldo Peña 90+4' (pen.) |       |         | Estádio: Olímpico de la UCV Árbitro: Ronny Cueva |  |

| 16 de maio de 2021 | Metropolitanos                                               | 3 – 0 | Mineros de Guayana | Caracas                                                  |  |
| 19:00 (UTC−4)      | Luis Martell 7' · Christian Larotonda 77' · Johan Moreno 79' |       |                    | Estádio: Olímpico de la UCV Árbitro: Alejandro Velásquez |  |

| 20 de maio de 2021 | Atlético Venezuela | 0 – 4 | Caracas                                                                       | Caracas                                                 |  |
| 16:00 (UTC−4)      |                    |       | Jorge Echeverría 31' (pen.) · Samson Akinyoola 77', 86' · Richard Celis 90+1' | Estádio: Brígido Iriarte Árbitro: Yender Herrera (FIFA) |  |

| 20 de maio de 2021 | Mineros de Guayana                                                 | 3 – 0 | Bolívar | Ciudad Guayana                                          |  |
| 18:15 (UTC−4)      | Fabio Carabalí 34' · Alfredo Mendoza 54' · José Enrique Rondón 78' |       |         | Estádio: Polideportivo Cachamay Árbitro: Anderson Tovar |  |

| 23 de maio de 2021 | Metropolitanos                                            | 3 – 2 | Universidad Central                    | Caracas                                              |  |
| 19:15 (UTC−4)      | Marco Bustillo 17' · Luis Martell 52' · Álvaro Forero 63' |       | Daniel Mosquera 17' · Ronaldo Peña 28' | Estádio: Olímpico de la UCV Árbitro: Leonardo Caripa |  |

| 27 de maio de 2021 | Monagas | 0 – 0 | Atlético Venezuela | Maturín                                             |  |
| 19:15 (UTC−4)      |         |       |                    | Estádio: Monumental de Maturín Árbitro: Ronny Cueva |  |

| 29 de maio de 2021 | Mineros de Guayana                               | 3 – 1 | Universidad Central | Ciudad Guayana                                      |  |
| 17:00 (UTC−4)      | Fabio Carabalí 19' · Martín Gonella 45+1', 90+7' |       | Anthony Matos 36'   | Estádio: Polideportivo Cachamay Árbitro: Luis Salas |  |

| 30 de maio de 2021 | Bolívar          | 1 – 5 | Metropolitanos                                                                              | Ciudad Guayana                                       |  |
| 18:15 (UTC−4)      | Tomás Zamora 50' |       | Marco Bustillo 20', 51' · Evelio Hernández 24' · Luis Martell 58' · Gabriel Rosa 85' (pen.) | Estádio: Polideportivo Cachamay Árbitro: Edwin Gómez |  |

| 2 de junho de 2021 | Metropolitanos   | 1 – 1 | Atlético Venezuela    | Caracas                                                   |  |
| 16:00 (UTC−4)      | Johan Moreno 20' |       | Frank Feltscher 90+2' | Estádio: Olímpico de la UCV Árbitro: Ángel Arteaga (FIFA) |  |

| 3 de junho de 2021 | Universidad Central                         | 2 – 3 | Caracas                                                   | Caracas                                               |  |
| 11:15 (UTC−4)      | Ronaldo Peña 45+2' (pen.) · Manuel Lugo 69' |       | David Guevara 13' · Kwaku Osei 42' · Samson Akinyoola 52' | Estádio: Olímpico de la UCV Árbitro: Yilbert Bermúdez |  |

| 3 de junho de 2021 | Mineros de Guayana                              | 2 – 1 | Monagas             | Ciudad Bolívar                                           |  |
| 18:15 (UTC−4)      | Fabio Carabalí 13' · Argenis Gómez 45+2' (pen.) |       | Albert Zambrano 71' | Estádio: Ricardo Tulio Maya Árbitro: Alejandro Velasquez |  |

| 10 de junho de 2021 | Caracas              | 1 – 2 | Bolívar                               | Caracas                                                    |  |
| 17:00 (UTC−4)       | Jorge Echeverría 37' |       | Alberto Aellos 41' · José Navarro 79' | Estádio: Olímpico de la UCV Árbitro: Emikar Caldera (FIFA) |  |

| 11 de junho de 2021 | Atlético Venezuela | 1 – 0 | Mineros de Guayana | Maracay                                |  |
| 16:00 (UTC−4)       | Tommy Tobar 49'    |       |                    | Estádio: Olímpico Hermanos Ghersi Páez |  |

| 13 de junho de 2021 | Monagas                                            | 4 – 0 | Universidad Central | Maturín                        |  |
| 19:30 (UTC−4)       | Ortiz 21' · Carrión 58' · Peraza 80' · Ramírez 84' |       |                     | Estádio: Monumental de Maturín |  |

## Hexagonal Final A

### Classificação
| Pos | Equipe                | Pts | J  | V | E | D | GP | GC | SG  | Classificação                               |
| --- | --------------------- | --- | -- | - | - | - | -- | -- | --- | ------------------------------------------- |
| 1   | Caracas               | 18  | 10 | 5 | 3 | 2 | 20 | 6  | +14 | Fase de grupos da Copa Libertadores de 2022 |
| 2   | Deportivo Táchira     | 18  | 10 | 5 | 3 | 2 | 14 | 9  | +5  | Fase de grupos da Copa Libertadores de 2022 |
| 3   | Monagas               | 17  | 10 | 5 | 2 | 3 | 14 | 12 | +2  | Segunda fase da Copa Libertadores de 2022   |
| 4   | Deportivo Lara        | 11  | 10 | 2 | 5 | 3 | 10 | 9  | +1  | Primeira fase da Copa Libertadores de 2022  |
| 5   | Deportivo La Guaira   | 9   | 10 | 2 | 3 | 5 | 8  | 20 | −12 | Primeira fase da Copa Sul-Americana de 2022 |
| 6   | Estudiantes de Mérida | 8   | 10 | 2 | 2 | 6 | 12 | 22 | −10 | Primeira fase da Copa Sul-Americana de 2022 |

#### Resultados
| Mandante \ Visitante  | CAR | DLG | LAR | TAC | ESM | MON |
| --------------------- | --- | --- | --- | --- | --- | --- |
| Caracas               | —   | 4–0 | 2–2 | 2–0 | 4–1 | 2–0 |
| Deportivo La Guaira   | 0–5 | —   | 0–0 | 0–0 | 2–1 | 2–0 |
| Deportivo Lara        | 0–0 | 1–1 | —   | 2–1 | 4–0 | 1–3 |
| Deportivo Táchira     | 1–0 | 4–2 | 0–0 | —   | 2–0 | 3–1 |
| Estudiantes de Mérida | 1–1 | 4–1 | 1–0 | 1–2 | —   | 2–2 |
| Monagas               | 1–0 | 1–0 | 1–0 | 1–1 | 4–1 | —   |

## Hexagonal Final B

### Classificação
| Pos | Equipe                  | Pts | J | V | E | D | GP | GC | SG | Classificação                               |
| --- | ----------------------- | --- | - | - | - | - | -- | -- | -- | ------------------------------------------- |
| 1   | Metropolitanos          | 14  | 8 | 4 | 2 | 2 | 10 | 10 | 0  | Primeira fase da Copa Sul-Americana de 2022 |
| 2   | Hermanos Colmenarez     | 13  | 8 | 4 | 1 | 3 | 13 | 9  | +4 | Primeira fase da Copa Sul-Americana de 2022 |
| 3   | Portuguesa              | 10  | 8 | 2 | 4 | 2 | 9  | 7  | +2 |                                             |
| 4   | Aragua                  | 10  | 8 | 2 | 4 | 2 | 10 | 11 | −1 |                                             |
| 5   | Academia Puerto Cabello | 6   | 8 | 1 | 3 | 4 | 10 | 15 | −5 |                                             |
| 6   | Atlético Venezuela      | 0   | 0 | 0 | 0 | 0 | 0  | 0  | 0  |                                             |

#### Resultados
| Mandante \ Visitante    | APC | ARA | AVE | HCO | MET | POR |
| ----------------------- | --- | --- | --- | --- | --- | --- |
| Academia Puerto Cabello | —   | 2–3 | —   | 2–2 | 1–2 | 0–0 |
| Aragua                  | 2–2 | —   | —   | 1–0 | 0–2 | 1–1 |
| Atlético Venezuela      | —   | —   | —   | —   | —   | —   |
| Hermanos Colmenarez     | 3–1 | 1–0 | —   | —   | 4–0 | 3–1 |
| Metropolitanos          | 1–2 | 2–2 | —   | 1–0 | —   | 1–0 |
| Portuguesa              | 2–0 | 1–1 | —   | 3–0 | 1–1 | —   |

## Rebaixamento

### Tabela
| Pos | Equipe      | Pts | J  | V | E | D  | GP | GC | SG  | Classificação           |
| --- | ----------- | --- | -- | - | - | -- | -- | -- | --- | ----------------------- |
| 1   | Yaracuyanos | 20  | 24 | 5 | 5 | 14 | 16 | 32 | −16 | Play-off de permanência |
| 2   | Bolívar     | 9   | 24 | 2 | 3 | 19 | 15 | 58 | −43 | Rebaixados              |
| 3   | Trujillanos | 1   | 24 | 0 | 1 | 23 | 8  | 79 | −71 | Rebaixados              |

## Final
| 11 de dezembro de 2021 | Caracas | 0(2) – 0(3) | Deportivo Táchira | Estádio UCV, Caracas                      |
| 18:30                  |         |             |                   | Público: 14 938 Árbitro: Jesús Valenzuela |

## Premiação
| Campeonato Venezuelano de Futebol de 2021 LIGA FUTVE 2021 |
| Táchira                                                   |
| --------------------------------------------------------- |
| Deportivo Táchira Campeão (9.º título)                    |

## Artilharia
| Gols | Jogador          | Time                  |
| ---- | ---------------- | --------------------- |
| 2    | Henrys Alcalá    | Gran Valencia         |
| 2    | Richard Figueroa | Zamora                |
| 2    | Wilmar González  | Hermanos Colmenarez   |
| 2    | Edson Rivas      | Estudiantes de Mérida |
| 2    | Juan Zapata      | Hermanos Colmenarez   |